# Franklin Verduga
Franklin Verduga Vélez es un político ecuatoriano, hermano del exministro del interior César Verduga y principal implicado en el caso de corrupción conocido como Garita 3.

## Trayectoria pública
Ostentó el cargo de embajador de Ecuador en Panamá durante la presidencia del conservador León Febres-Cordero Ribadeneyra.
En las elecciones legislativas de 1990 fue elegido diputado nacional en representación de la provincia de Guayas por el Partido Social Cristiano para el periodo 1990-1992. En las elecciones legislativas de 1996 volvió a ser elegido diputado por Guayas.
En febrero de 1997 presentó la moción en el Congreso Nacional con la que se destituyó al presidente Abdalá Bucaram por incapacidad mental.

### Caso Garita 3
El 9 de mayo de 1997 un grupo de vigilantes de la Comisión de Tránsito del Guayas (CTG) que trabajaban en la garita 3 del Terminal Terrestre de Guayaquil revelaron que eran obligados a exigir dinero a conductores y a entregarlo a autoridades de la CTG, quienes a su vez repartían parte del dinero a Verduga. También acusaron al diputado de nepotismo al haber influenciado en la designación de su cuñado, su concuñado, su hijo y su sobrino a puestos en la CTG, entre los que se incluía la presidencia del directorio y la dirección ejecutiva del mismo.
En los meses siguientes se realizaron más denuncias de corrupción contra Verduga, entre las que se contaban el uso de agentes de la CTG como protección para su domicilio y como choferes personales con vehículos de la institución. También fue acusado de sobrepecio en compras de la CTG y en politizar la entidad.
El expresidente León Febres-Cordero Ribadeneyra declaró públicamente en junio del mismo año su apoyo a Verduga y aseveró que las acusaciones en su contra eran producto de una persecución política por haber sido quien presentó la moción para destituir al expresidente Abdalá Bucaram.
Verduga renunció a su curul de diputado el 7 de octubre de 1997 para evitar ser destituido por la Comisión de Fiscalización del Congreso, que publicó un informe que aseveraba que Verduga se había aprovechado de sus funciones y del parentesco con su hermano para ejercer control sobre la CTG y beneficiarse del cobro de coimas a los transportistas y usuarios de la terminal.
En abril de 1999 el presidente de la Corte Suprema de Justicia ordenó su prisión preventiva junto a otras doce personas implicadas en el caso.
El 14 de diciembre de 2002, un día antes de que el delito hubiera prescrito, la Corte Suprema de Justicia declaró culpables del delito de peculado a Verduga y al exjefe de operaciones del Terminal Terrestre de Guayaquil y los condenó a 4 años de prisión y a cancelar una multa equivalente a un salario mínimo vital y cuatro veces la cantidad de dinero que habrían recibido de manera ilegal.
Verduga apeló la sentencia y fue absuelto por falta de pruebas en marzo de 2004, a pesar del pedido del fiscal subrogante de mantener la condena.

### Vida política posterior
Para las elecciones municipales de Guayaquil de 2014 fue elegido concejal suplente de Luzmila Nicolalde por la alianza entre el Partido Social Cristiano y el movimiento Madera de Guerrero.
En octubre de 2015 el presidente Rafael Correa presentó una serie de grabaciones telefónicas de 1997 en las que León Febres-Cordero Ribadeneyra, Jaime Nebot, Franklin Verduga y César Verduga discutían la asignación de varios puestos públicos en el gobierno interino de Fabián Alarcón, hecho que Correa calificó como prueba de cómo en esos años "se repartía el país".